# Garypinus nicolaii
Espèce
Garypinus nicolaii est une espèce de pseudoscorpions de la famille des Garypinidae.

## Distribution
Cette espèce est endémique du Limpopo en Afrique du Sud. Elle se rencontre vers Modimolle.

## Étymologie
Cette espèce est nommée en l'honneur de Volker Nicolai.

## Publication originale
- Mahnert, 1988 : Zwei neue Garypininae-Arten (Pseudoscorpiones: Olpiidae) aus Afrika mit Bemerkungen zu den Gattungen Serianus Chamberlin und Paraserianus Beier. Stuttgarter Beiträge zur Naturkunde, Serie A (Biologie), no 420, p. 1-11 (texte intégral).